# Big Lake (Alaska)
Big Lake és una concentració de població designada pel cens dels Estats Units a l'estat d'Alaska. Segons el cens del 2000 tenia 2.635 habitants.

## Demografia
Segons el cens del 2000, Big Lake tenia 2.635 habitants, 971 habitatges, i 647 famílies La densitat de població era de 7,7 habitants/km².
Dels 971 habitatges en un 31,9% hi vivien nens de menys de 18 anys, en un 53,1% hi vivien parelles casades, en un 8,7% dones solteres, i en un 33,3% no eren unitats familiars. En el 24,1% dels habitatges hi vivien persones soles el 4,2% de les quals corresponia a persones de 65 anys o més que vivien soles. El nombre mitjà de persones vivint en cada habitatge era de 2,6 i el nombre mitjà de persones que vivien en cada família era de 3,1.
Per edats la població es repartia de la següent manera: un 27,5% tenia menys de 18 anys, un 6,8% entre 18 i 24, un 32,3% entre 25 i 44, un 26% de 45 a 60 i un 7,4% 65 anys o més.
L'edat mediana era de 38 anys. Per cada 100 dones hi havia 118,7 homes. Per cada 100 dones de 18 o més anys hi havia 125,8 homes.
La renda mediana per habitatge era de 43.382 $ i la renda mediana per família de 47.542 $. Els homes tenien una renda mediana de 40.000 $ mentre que les dones 30.139 $. La renda per capita de la població era de 19.285 $. Aproximadament el 9,8% de les famílies i el 14,6% de la població estaven per davall del llindar de pobresa.

## Poblacions més properes
El següent diagrama mostra les poblacions més properes.